# Luigi Campini
Luigi Campini (né le 14 août 1816 à Montichiari et décédé le 14 juillet 1890 à Brescia) est un peintre italien, représentant du romantisme.

## Biographie
Luigi Campini, élève de Gabriele Rottini, bien qu'influencé par le néo-classicisme, appartient à l'école romantique dirigée par Francesco Hayez et Giuseppe Bertini. Portraitiste prolifique et décorateur travaillant sur commande pour les familles les plus importantes et les plus riches de Brescia, il est connu comme enseignant dans les écoles et chez des particuliers : ses élèves les plus célèbres comprennent Francesco Filippini, Achille Glisenti, Arnaldo Soldini et Luigi Lombardi. Son cousin, Cesare Campini, était peintre et graveur,.